# Thanh An, Thanh Hà
Thanh An là một xã thuộc huyện Thanh Hà, tỉnh Hải Dương, Việt Nam. Xã có ba thôn: Tiên Tảo (gồm đội - xóm 1, đội 2, đội 3), Quách An (đội 4, đội 5) và Văn Tảo (đội 6, đội 7, đội 8).
Xã có diện tích 5,02 km², dân số năm 1999 là 4.943 người, mật độ dân số đạt 985 người/km².
Xã có di tích lịch sử văn hóa cấp quốc gia là Đền bà Ngọc Hoa, gắn liền với câu truyện Phạm Tải - Ngọc Hoa nổi tiếng trong dân gian.

## Lịch sử
Thanh An là xã nhỏ, nhưng có bề dày lịch sử về truyền thống. Dưới triều Đinh Tiên Hoàng (thế kỉ thứ X) có ba cha con họ Đinh, ba cha con họ Triệu đã giúp vua Đinh Tiên Hoàng dẹp loạn 12 sứ quân được phong công thần. Sau khi làm quan dưới triều Đinh, các ông đã tổ chức khai mở vùng đất Thanh An giữa sông Rạng và sông Hương nên được nhân dân lập đền thờ ở các làng Tiên Tảo và Quách An.
Dưới triều Lê Đại Hành có ba anh em họ Lý giúp vua đánh tan quân Tống, khi chết được phong công thần. Dưới triều nhà Lê, ông Trần Duy Hiên có công dẹp giặc cứu dân, được vua ban tước công… Thanh An cũng là một trong những xã có nhiều tiến sĩ văn học được khắc tên trong bia đá Văn Miếu (Hà Nội). Theo tương truyền và bia kí, từ thời Lý đến thời hậu Lê có sáu người đỗ tiến sĩ: Đinh Văn Cương, Trần Văn Trai, Trần Văn Huyên, Trần Duy Hiên, Nguyễn Cố Kỳ, Nguyễn Cố Trì. Truyện nôm khuyết danh “Phạm Tải Ngọc Hoa” ra đời từ thời Lê Mạt đã ca ngợi Trần Thị Ngọc Hoa (người làng Văn Tảo) trở thành hình tượng người phụ nữ có phẩm hạnh cao quý, được nhân dân Việt Nam ngưỡng mộ.